# Кастильо Лара, Росалио Хосе
Росалио Хосе Кастильо Лара (исп. Rosalio José Castillo Lara; 4 сентября 1922, Маракай, штат Арагуа, Венесуэла — 16 октября 2007, Каракас, Венесуэла) — венесуэльский куриальный кардинал, салезианец. Титулярный архиепископ Прекаусы с 26 марта 1973 по 26 мая 1982. Коадъютор с правом наследования епархии Трухильо с 26 марта 1973 по 12 февраля 1975. Титулярный архиепископ с 26 мая 1982 по 25 мая 1985. Секретарь Папской Комиссии по пересмотру Кодекса канонического права с 12 февраля 1975 по 22 мая 1982. Председатель Дисциплинарной Комиссии Римской курии с 5 октября 1981 по 31 октября 1990. Про-председатель Папской Комиссии по ревизии и аутентичному переводу Кодекса канонического права с 22 мая 1982 по 27 мая 1985. Председатель Папской Комиссии по ревизии и аутентичному переводу Кодекса канонического права с 27 мая 1985 по 6 декабря 1989. Председатель Администрации церковного имущества Святого Престола с 6 декабря 1989 по 24 июня 1995. Председатель Папской Комиссии по делам государства-града Ватикана с 31 октября 1990 по 14 октября 1997. Кардинал-дьякон с титулярной диаконией Ностра-Синьора-ди-Коромото-ин-Сан-Джованни-ди-Дио с 25 мая 1985 по 29 января 1996. Кардинал-священник с титулом церкви pro hac vice Ностра-Синьора-ди-Коромото-ин-Сан-Джованни-ди-Дио с 29 января 1996.

## Биография
Умер 16 октября 2007 от острой дыхательной недостаточности в больнице «Centro Medico de Caracas». Похоронен в салезианской церкви Santuario de María Auxiliadora в городе Гуирипа, штат Арагуа, Венесуэла.